# 한양대학교병원
한양대학교병원(Hanyang University Hospital)은 서울특별시 성동구에 위치한 상급종합병원이다.

## 연혁
- 1972년 4월 24일한양대학교의과대학부속병원 준공
- 1972년 5월 3일 한양대학교의과대학부속병원 개원 (지하 3층, 지상 18층 204병상)
- 1979년 5월 신관 증축공사 준공 (5층)
- 1980년 7월 T관 증축공사 준공 (10층)
- 1982년 3월 별관 증축공사 준공 (10층)
- 2016년 12월 14일 권역응급의료센터 준공

## 같이 보기
- 한양대학교
- 한양대학교 의료원
- 한양대학교구리병원